# Vladimiro Boric Crnosija

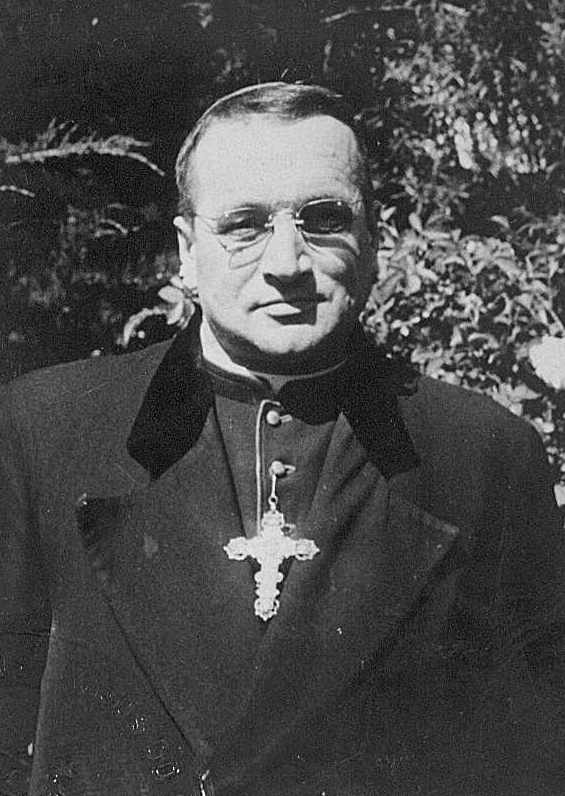
Vladimiro Boric Crnosija

Vladimiro Boric Crnosija SDB (* 23. April 1905 in Punta Arenas, Chile; † 29. August 1973) war ein chilenischer Ordenspriester und römisch-katholischer Bischof.
Er trat in die Ordensgemeinschaft der Salesianer Don Boscos ein. Am 18. Januar 1930 wurde er zum Priester geweiht.
Am 1. Februar 1949 wurde er zum Bischof von Puntas Arenas ernannt. Am 2. Oktober desselben Jahres erfolgte die Bischofsweihe durch Erzbischof Mario Zanin.